# Javier Arenas
Javier E. Arenas (Tampa, 28 ottobre 1987) è un giocatore di football americano statunitense che ha giocato nel ruolo di cornerback per gli Atlanta Falcons della National Football League (NFL). Fu scelto nel corso del secondo giro (50º assoluto) del Draft NFL 2010 dai Kansas City Chiefs. Al college ha giocato a football all'Università dell'Alabama dove ha vinto il campionato NCAA nel 2009 ed è stato premiato come All-American.
È il cugino della guardia All-Star ex giocatore della NBA Gilbert Arenas.

## Carriera professionistica

### Kansas City Chiefs
Arenas fu scelto dai Kansas City Chiefs nel secondo giro del Draft 2010. Il 28 luglio firmò un contratto quadriennale del valore di 3,798 milioni di dollari con la franchigia. Nella sua stagione da rookie mise a 43 tackle, 3 sack e 8 passaggi deviati.
Arenas segnò il suo primo touchdown offensivo il 31 ottobre 2011, contro gli Oakland Raiders. La sua stagione 2011 terminò con 2 intercetti, 33 tackle, 1 sack e un fumble recuperato. Nel 2012 mise a segno 60 tackle e forzò un fumble in 16 partite disputate, oltre a ritornare 204 yard da kickoff e 297 yard da punt.

### Arizona Cardinals
Il 1º maggio 2013, Arenas fu scambiato con gli Arizona Cardinals per Anthony Sherman. Vi rimase una sola stagione disputando tutte le 16 partite, nessuna come titolare, con un minimo in carriera di 12 tackle.

### Atlanta Falcons
Il 18 marzo 2014, Arenas firmò un contratto annuale con gli Atlanta Falcons.

## Palmarès
- Campione NCAA: 1

Alabama Crimson Tide: 2009

## Statistiche
| Partite totali      | 63  |
| Partite da titolare | 12  |
| Tackle totali       | 148 |
| Sack                | 5,0 |
| Intercetti          | 2   |

Statistiche aggiornate alla stagione 2013